# کوهمره جروق
کوهمره جروق یکی از کوهمره‌های سه‌گانه در محدوده‌ٔ شهرستان‌های شیراز و کازرون است. موقعیت این کوهمره از شمال کتل پیرزن و ارتفاعات کوهمره سرخی، از شرق ارتفاعات اخیر، از غرب دریاچه پریشان و دهستان فامور و از جنوب دهستان جره می‌باشد. این دهستان در جنوب شرقی بخش واقع شده و موقع آن کوهستانی و هوای آن در قسمتهای جنوبی گرم و در نقاط شمالی معتدل است و در تابستان قسمتی از اهالی به نقاط شمالی (که در آنجا باغهای آلو، گردو، انگور و انجیر دارند) تغییر محل می‌دهند. شغل سنتی ساکنان، زراعت و باغبانی و در گذشته صنعت دستی قالی و گلیم بافی بوده است.
در تقسیمات جدید، بعضی از مناطق این کوهمره به دهستان فامور پیوسته است.
معنی کوهمره جروق : جنگجوی کوه نشین

این دهستان شامل ۹ طایفه‌ است با نام‌های:
مهبودی، غفاری ، سرطاوی ، نوروزی، کشاورزی، بککی، جوکار، سادات و هاشمی(میرچکک) میباشد.
هر ساله ۹ فروردین جشنواره ای به مناسبت ۹ طایفه برگزار میگردد.